# Pikkuletto (klippa)
Pikkuletto är en ö i Finland. Den ligger i Bottenviken och i kommunen Uleåborg i den ekonomiska regionen  Uleåborgs ekonomiska region i landskapet Norra Österbotten, i den norra delen av landet. Ön ligger omkring 25 kilometer nordväst om Uleåborg och omkring 550 kilometer norr om Helsingfors.
Öns area är 0,7 hektar och dess största längd är 160 meter i sydöst-nordvästlig riktning. Närmaste större samhälle är Haukipudas, 14,9 km öster om Pikkuletto.